# Majna
Majna je české rodové jméno ptáků některých rodů z čeledi špačkovitých podčeledi Sturninae. Celkem se jedná o 15 druhů v 4 rodech.

## Rody
- Acridotheres Vieillot, 1816
- Ampeliceps Blyth, 1842
- Leucopsar Stresemann, 1912
- Mino Lesson, 1827

| Český název                         | Latinský název                                        | Obrázek | Domovina                                           |
| ----------------------------------- | ----------------------------------------------------- | ------- | -------------------------------------------------- |
| majna barmská                       | Acridotheres burmannicus (Jerdon, 1862)               |         | Myanmar                                            |
| majna bělokrká                      | Acridotheres albocinctus Godwin-Austen & Walden, 1875 |         | Čína, Indie, Myanmar                               |
| majna bismarcká                     | Mino kreffti (P. L. Sclater, 1869)                    |         | Bismarckovo souostroví a Šalomounovy ostrovy       |
| majna břehová (syn. majna pobřežní) | Acridotheres ginginianus (Latham, 1790)               |         | Indie                                              |
| majna celebeská                     | Acridotheres cinereus Bonaparte, 1850                 |         | Sulawesi                                           |
| majna černokřídlá                   | Acridotheres melanopterus (Daudin, 1800)              |         | Jáva                                               |
| majna hnědá                         | Acridotheres fuscus (Wagler, 1827)                    |         | Nepál, Bangladéš a Indie                           |
| majna chocholatá                    | Acridotheres cristatellus (Linnaeus, 1766)            |         | od jihovýchodní a střední Číny po severní Indočínu |
| majna jávská                        | Acridotheres javanicus Cabanis, 1851                  |         | Jáva, Bali                                         |
| majna obecná (syn. majna kobylčí)   | Acridotheres tristis (Linnaeus, 1766)                 |         |                                                    |
| majna Rothschildova                 | Leucopsar rothschildi Stresemann, 1912                |         | Bali                                               |
| majna velká                         | Acridotheres grandis Moore, 1858                      |         | jihovýchodní Asie                                  |
| majna zlatoprsá                     | Mino anais (Lesson, 1839)                             |         | Nová Guinea                                        |
| majna žlutohlavá                    | Ampeliceps coronatus Blyth, 1842                      |         | jihovýchodní Asie                                  |
| majna žlutolící                     | Mino dumontii Lesson, 1827                            |         | Nová Guinea                                        |